# Ралф Стајнман
Ралф Стајнман (Монтреал, 14. јануар 1943 — 30. септембар 2011) је био канадски имунолог и ћелијски биолог на Рокфелеровом Универзитету, који је 1973. осмислио термин дендритске ћелије, док је радио као постдипломац у лабораторији Занвил А Кон, на Рокфелер универзитету и добитник Нобелове награде за физиологију или медицину за 2011.

## Живот
Ралф Стајнман је рођен (14. јануара 1943) у болници краљице Викторије у Монтреалу, Канада, као друго од четворо деце, у породици јеврејских имиграната Ирвина Стајнмана и Нети Стајнман (рођене 1917). Убрзо након његовог рођења породица се преселила у Шербрук (Квебек), где је његов отац отворио продавницу одеће. У њој је Ралф са браћом Симором и Марком и сестром Џони, радио викендом помажући оцу и мајци.
Основно образовање стекао је Шербруку. Дипломирао је 1963. на Универзитету Макгил, а докторирао 1968. у Медицинској школи на Харварду. Након проласка кроз обавезну лекарску праксу у Масачусетској Главној болници током 1970. Стајнман започиње свој рад и истраживања у лабораторији за физиологију ћелија и имунологију, на Универзитету Рокфелер. Следе нова унапређења и звања: 1972. вишег предавача, 1976. ванредни професор и 1988. професор, Да би 1998. Стајнман био именован за директора Центра за имунолошка истраживања и имунопатологију „Кристофер Браун”.
Нажалост, Стајнман је умро 30. септембра, 2011, само неколико сати пре званичног објављивања да је један од три добитника Нобелове награде за физиологију или медицину за 2011. Додела ове награде тиме је постала коначно и највеће признање Стајнману за његово животно дело. Сахрањен је на гробљу у Њујорку. Сахрани (у кругу породице) су поред његове мајке (92) и сестре, присуствовали његов син Адам, ћерке Алексеја и Лесли и његова три унука.

## Допринос науци
Стајнманов најзначајнији допринос науци је откриће функција дендритских ћелија имунског система и других компоненти имунског система које су у стању да спрече појаву инфекције и других заразних болести. За ово и друга открића у имунологију Ралфу Стајнману је заједно са Брусом Бојтлером и Жилом Офманом додељена Нобелова награда за физиологију или медицину за 2011.
Нажалос Стајнман је преминуо 30. септембра у 68, не примивши ово велико признање. Он је четири године пре смрти оболео од рака панкреаса и његов живот је продужен управо захваљујући његовим открићима. Наиме он је користећи комбинацију оперативног лечења, стандардне хемотерапије и имунотерапију експерименталним дендритичним-ћелијама које је сам произвео. Иако се Нобелова награда не додељује постхумно, Нобелов комитет је најавио да награду неће преименовати, јер одбор није знао за Стајнманову смрт све до доношења одлуке.
Стајнманова ћерка, Алексис Стајнман, о допринос науци, свог оца овако каже;
| „ | „Он је цео свој живот посветио свом раду и својој породици, и додела награде за њега ће бити велика и истинска част... Ралфово истраживање је поставио темељ за бројне открића у критично важној области имунологије, и то је довело до нових иновативних приступа и начина којима се односимо према раку, заразним болестима и поремећајима имунског система” | ” |

Стајнманова рана истраживање, спроведена у сарадњи са покојним Занвил Коном у Институту Рокфелер, почела су као покушај да се објасни функција примарних белих ћелија имунског система — великог „прождрљивог” макрофага и специфичних лимфоцита, који функционишу на различите начине како би са лица места, уклонили и уништили заразне микроорганизама и туморске ћелије.
Својим истраживањима у имунологији, Стајнманово откриће дендритских ћелије створило је терапијске могућности за велики број тешких болести. Способност дендритских ћелија за одбрану организма од аутоимуних агенаса може бити каналисан и употребљен у лечењу алергија, трансплантацији и аутоимуним болестима попут дијабетеса типа 1, мултипле склерозе и псоријазе. Осим тога, техника развијена од стране Стајнмана, којом је он омогућио да дендритске ћелије могу ефикасно функционисати у епрувети утрла је пут развоју бројних форми дендритских ћелија туморских вакцина за различите врсте рака, од којих су неке сада у клиничким испитивањима.
Стајнман је боловао од тешке прогресивне малигне болести али је вероватно продужио свој живот терапијом која је била заснована на његовом оригиналном истраживању тврде његови најближи рођаци. Стајнман се „борио” са раком панкреаса последњих 4,5 година живота, а његово здравље се нагло погоршало последњих неколико недеља пред смрт. О томе Линда Стајнман каже;
"Он је користио сопствену имуно терапије за лечење своје болести… Не могу вам рећи како је он то радио јер је превише сложено.. Он је радио са колегама са Универзитета Харвард и Универзитета Џонс Хопкинс у Балтимору на овој врсти терапије. Ми чврсто верујемо да му је терапија коју је он развио помогла — да продужи сопствени живот, јер је рак панкреаса од кога је боловао био у смртоносној форми ".